# 20862 Дженгодхарт
20862 Дженгодхарт (20862 Jenngoedhart) — астероїд головного поясу, відкритий 1 листопада 2000 року.
Тіссеранів параметр щодо Юпітера — 3,621.